# Canon EOS-1
Le Canon EOS-1 est le premier boîtier argentique reflex professionnel EOS présenté en septembre 1989 par Canon Corporation. Il utilise la nouvelle monture EF (Electro-Focus) créée par Canon en 1987.

## Caractéristiques
Il change complètement l'état d'esprit des boîtiers professionnels Canon qui avaient, en 1971, avec le Canon F-1 (premier boîtier professionnel de Canon) et, en 1981, avec le Canon New F-1 mis en avant la modularité. Le Canon EOS-1 intègre au boîtier tous les éléments modulaires de ses prédécesseurs.
Le Canon EOS-1 est remplacé en novembre 1994 par le Canon EOS-1N.